# Noa Man
Noa Diorgina Man (Delft, 11 december 2004) is een Nederlands freerunner en traceur. Ze won een gouden en zilveren medaille op de Wereldspelen 2022.

## Biografie
Man begon op zevenjarige leeftijd met freerunnen en parkour. Op dertienjarige leeftijd werd ze nationaal kampioen op seniorniveau. In 2021 won ze de Red Bull Art of Motion. Een jaar later won Man tijdens de Wereldspelen 2022 in Birmingham een gouden medaille op de freestyle. Ook won ze een zilveren medaille op de speedrun. Ze was daarmee de jongste wereldkampioen freerunning ooit.